# 极速前进亚洲版3
《极速前进亚洲版3》（英語：The Amazing Race Asia 3）是真人秀電視節目《极速前进亚洲版》的第三季。於AXN播放。這是一個關於10隊由2人組成的隊伍，為獎金10萬美元而進行環球旅遊競爭的節目。本節目主持是由首季起已擔任此職的吳振天（Allan Wu）。
本季將會在2008年9月11日首播（其他地區的首播日期，請參閱下文），共有11集，比前兩季少兩集。本季宣傳口號為「史之最激之戰」（"The Toughest Race Ever"），難度是三季中最高。

## 播映資料
本節目在AXN亞洲各地區頻道播放，部分地區播放時附上該地區語言的字幕（如在香港及台灣播放時附中文字幕、印尼則附印尼語字幕等）。另外，如上季同樣，於節目正式首播前一星期及完全播畢後一個星期，分別播放了介紹各隊參賽者等的《驚險大挑戰誰與爭鋒》（Racers Revealed 2008）及介紹拍攝花絮及賽事回顧等的《驚險大挑戰亞洲版3花絮》（Amazing Race Asia Memories (Season 3)）
下表為本季節目在AXN各地區播映的資料：
| 2008年9月11日首播 | 逢週四 13:00（UTC） | 斯里蘭卡 18:30 (UTC+5.5) 印度尼西亞、越南 20:00 (UTC+7) 新加坡、菲律賓、馬來西亞、汶萊 21:00 (UTC+8) 帛琉 22:00 (UTC+9) 巴布亞新幾內亞 23:00 (UTC+10) |
| 2008年9月11日首播 | 逢週四 14:00 (UTC)  | 泰國 21:00 (UTC+7) 香港、澳門 22:00 (UTC+8) |
| 2008年9月11日首播 | 逢週四 16:30 (UTC)  | 印度 22:00 (UTC+5.5) |
| 2008年9月12日首播 | 逢週五 12:00 (UTC)  | 韓國 21:00 (UTC+9) |
| 2008年9月15日首播 | 逢週一 15:00 (UTC)  | 台灣 23:00 (UTC+8) |

## 比賽結果
| 隊伍                         | 關係             | 分段比賽成績 | 分段比賽成績 | 分段比賽成績 | 分段比賽成績 | 分段比賽成績 | 分段比賽成績 | 分段比賽成績 | 分段比賽成績 | 分段比賽成績 | 分段比賽成績 | 分段比賽成績 | 路障完成情況        |
| 隊伍                         | 關係             | 1            | 2            | 3            | 4            | 5            | 6            | 7            | 8            | 9            | 10           | 11           | 路障完成情況        |
| ---------------------------- | ---------------- | ------------ | ------------ | ------------ | ------------ | ------------ | ------------ | ------------ | ------------ | ------------ | ------------ | ------------ | ------------------- |
| Vince (張澤民) &Sam (吳偉強) | 摯友             | 7th2         | 3rd          | 2nd          | 2nd          | 1stƒ         | 1st          | 2nd          | 4th          | 1st          | 3rd5         | 1st          | Vince 4, Sam 5      |
| Geoff & Tisha                | 交往中           | 2nd          | 5th          | 5th          | 6th          | 4th          | 3rd          | 1st>         | 1st          | 3rd»         | 2nd          | 2nd          | Geoff 5, Tisha 5    |
| Ida & Tania                  | 女演員／女繼承人 | 5th          | 6th          | 3rd          | 1st          | 5th          | 5th          | 5th          | 3rd1         | 2nd          | 1st          | 3rd          | Ida 5, Tania 5      |
| A.D. & Fuzzie                | 15年好友         | 8th          | 2nd          | 4th          | 5th          | 3rd          | 4th          | 3rd          | 2nd          | 4th«         | 4th          |              | A.D. 4, Fuzzie 5    |
| Henry & Bernie               | 兄妹             | 3rd          | 1st          | 1st          | 4th          | 2nd          | 2nd          | 4th<         | 5th          |              |              |              | Henry 3, Bernie 4   |
| Mai & Oliver                 | 好友             | 1st          | 8th          | 6th          | 3rd          | 6th4         |              |              |              |              |              |              | Mai 1, Oliver 2     |
| Niroo & Kapil                | 父子             | 9th          | 4th          | 7th          | 7th3         |              |              |              |              |              |              |              | Niroo 1, Kapil 2    |
| Pailin & Natalie             | 選美皇后         | 4th          | 7th          | 8th3         |              |              |              |              |              |              |              |              | Pailin 1, Natalie 1 |
| Isaac & William              | 兄弟             | 6th          | 9th          |              |              |              |              |              |              |              |              |              | Isaac 0, William 1  |
| Neena & Amit                 | 表姊弟           | 10th         |              |              |              |              |              |              |              |              |              |              | Neena 0, Amit 0     |

^  注解1： 因為Ida&Tania沒有得到第一名，所以必須接受30分鐘處罰，由第二名變成第三名。

^  注解2： Vince & Sam 原先是第五队到达的，但由于他们没付车费，所以他们要回去只付车费。而Ida & Tania 和Isaac & William在此期间先后到达，所以Vince & Sam 排名下降至第七。

^  注解3：Pailin & Natalie和Niroo & Kapil在第三和第四赛段分别放弃了路障任务接受四小时罚时，但他们都以最后到达，所以免去四小时的罚时直接淘汰。

^  注解4：Mai & Oliver直到商店关门也没有完成路障任务以至最后，当他们还在赶路的时候，其他队伍都已到中继站，所以他们在车里过了一夜，第二天清晨主持人在他们的座驾那里宣布他们被淘汰。

^  注解5：Vince & Sam由于放弃了路障，所以罚时四小时。但A.D. & Fuzzie也放弃了，所以Vince & Sam得以晋级。
- 红：該隊已被淘汰
- 下線藍：該隊最後抵達非淘汰提示站，被待定淘汰，表示下一賽段如無法以首名抵達提示站，需接受30分鐘的時間懲罰；斜體藍：該隊最後抵達非淘汰提示站，表示所有金錢需被沒收，而於下一賽段起點亦不會獲發任何金錢
- 綠ƒ：該隊贏得通行證；而綠色的賽程號碼表示雖然該賽程有通行證但無隊伍使用
- 橙>：該隊指定讓路；<是被指定讓路的队伍；<>表示该赛段有讓路但無隊伍使用
- 棕»：該隊指定迴轉；«是被指定迴轉的队伍；«»表示该赛段有迴轉但無隊伍使用

## 旅行要事
- 《驚險大挑戰亞洲版》的歷史上，首次造訪越南、台灣、中國澳門與阿曼。
- 上季參賽者Paula成為第1段泰國提示站的當地接待員。
- Geoff & Tisha是驚險大挑戰有史以來（包括美國版）換最多繞道的隊伍，他們在第10賽段換了4次繞道。

## 賽段獎品
- 第1段－每人各贏得由渣打銀行贊助之2500美元獎金
- 第2段－由加德士贊助之一年免費Techron汽油
- 第3段－每人各贏得SonyHandycam一部
- 第4段－每人各贏得諾基亞N96手提電話一部
- 第5段－由Bing（英语：Bing (soft drink)）贊助之雙人泰國蘇梅島假期
- 第6段－由Singha啤酒贊助之雙人泰國蘇梅島假期
- 第7段－每人各贏得Sony BRAVIA40吋液晶電視一部及Sony PlayStation 3遊戲機一部
- 第8段－由加德士贊助之雙人香港旅遊（包括網球賽和海洋公園門票），以及1000美元獎金
- 第9段－每人各贏得諾基亞N96手提電話一部
- 第10段－每人各贏得由渣打銀行贊助之2500美元獎金
- 第11段－10萬美元獎金

## 賽程摘要

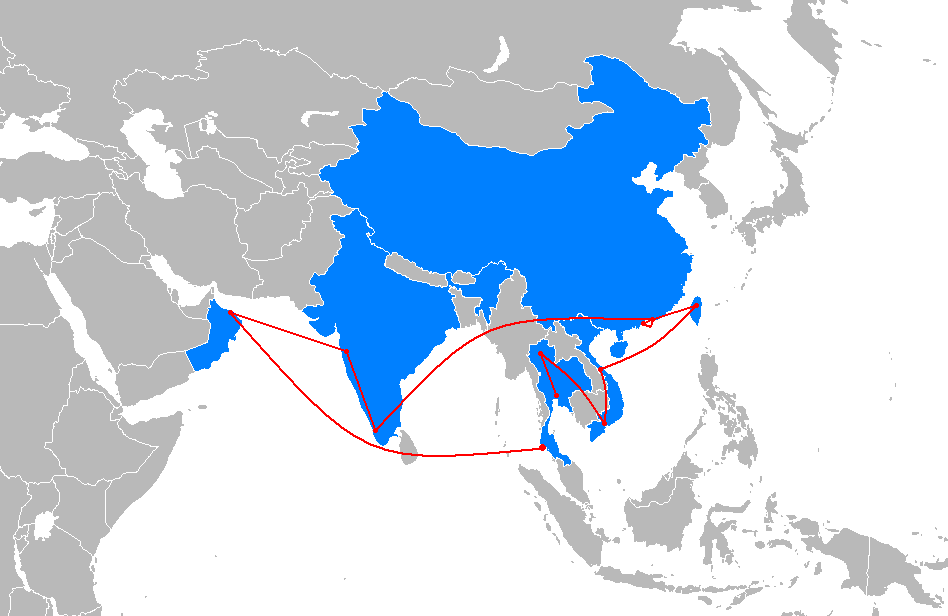
亞洲版第三季路線圖

### 第1段（泰國）
- 泰國曼谷（拉瑪一世紀念碑）（起點）
- 曼谷（米路）AT1
- 巴吞他尼府（加德士加油站）AT2
- 素攀武里府（Wat Phai Rong Wua）AT3
- 清邁（清邁巴士站）
- 清邁（Ratchaphruek Garden）

本次绕道有两个选择：“賽車”或“米飯”。“赛车”要求队伍要驾驶赛车八公里才能获得下一条线索。“米饭”要求队伍将米饭捣成面糊之后，做成两个饭团才能获得下一条线索。
附加任务
AT1:在曼谷的米路,每支队伍要找到做有标记的摊档,吃完当地美食--蝎子和一些昆虫和青蛙才能获得下一条线索。
AT2:在加德士加油站队伍要清洗一辆巴士,得到满意后,就可以登记三班前往Wat Phai Rong Wua的巴士。
AT3：在Wat Phai Rong Wua，队伍要在众多的佛像里找到下一条线索。除了最后一班巴士前两班会在到达20分钟后离开前往清邁巴士站。

### 第2段（泰國→越南）
- Mae Kham Pong（Flight of the Gibbon）AT1
- 清邁（Sathit Buarawong香蕉園）
- 清邁（清邁國際機場）往  越南胡志明市（新山一國際機場）
- 胡志明市（胡志明市大劇院）
- 胡志明市（Saigon Phố Cafe）AT2
- 胡志明市（濱城市場）
- 丐皮（丐皮巴士站）
- 胡志明市（Thánh Nữ Jeanne D'Arc Church）AT3
- 胡志明市（越南歷史博物館）

本路障要求一名队员要躲过狙击手的枪击，在香蕉园里找到装有下一条线索的包。本次绕道要求选择“舢舨”或“走路”。“舢板”要求队伍要在舢板上装上水果并划着舢板将水果送到一位商人那儿就能获得下一条线索。“走路”要求队伍要抓住20只鸡并装入笼里用扁担将其送到一座市集的指定摊点就能获得下一条线索。
附加任务
AT1:在Flight of the Gibbon。队伍要划过一系列滑索，到达终点后就能获得下一条线索。
AT2：在Saigon Phố Cafe，队伍要用诺基亚 N82手机玩赛车游戏，当两名队员都能在规定时间内完成三圈就能获得下一条线索。
AT3：在Thánh Nữ Jeanne D'Arc Church，队伍要先选一位志愿者，用所提供的$500美金为当地慈善机构购买所需要的物品，之后队伍要前往胡志明市中心邮政局获取下一条线索。

### 第3段（越南）
- 胡志明市（胡志明市巴士站） 到 順化（順化巴士站）
- 順化（加德士服务站）AT1
- 順化（啟定陵）
- 順化（Quoc Hoc Park）AT2
- 順化（順化京城）

本次路障要求一名队员乘吉普车前往明命陵，在皇陵里找到七枚银币（每一枚银币里代表阮朝的一位皇帝）。然后再乘吉普车回到启定皇陵将七枚硬币按照每位皇帝的统治顺序排列，只有排列正确才能获得下一条线索。本次绕道要求选择“燒香”或“打穀”。“燒香”要求队伍要用所提供的材料制作十根香，得到满意后就能获得下一条线索。“打穀”要求队伍要将稻谷上的穀粒打到筐里，打满两筐后才能获得下一条线索。
附加任务
AT1:在加德士服务站，队伍要将选一辆吉普车并更换其轮胎和机油就能获得下一条线索。
AT2:在Quoc Hoc Park，队伍要骑着三轮车前往中继站。

### 第4段（越南→台灣）
- 順化（富牌國際機場）往  台灣台北（台灣桃園國際機場）
- 台北（西門町紅樓）
- 新莊（台灣盲人重建院）AT1
- 深坑（深坑老街－六嬸婆食府）
- 台北（市民廣場）

本次绕道要求选择“拍照”或“拼圖”。“拍照”要求队伍要开车前往袖珍博物馆，在众多袖珍雕塑里找到袖珍比赛信封并拍下照片，然后将照片打印出来下一条线索就在照片背面。“拼圖”要求队伍要开车前往饶河街观光夜市，用七巧板拼出四个特定图案，就能获得下一条线索。本次路障要求一名队员要吃一大锅臭豆腐，吃完后就能获得下一条线索。
附加任务
AT1：在台灣盲人重建院，一名队员蒙住眼睛使用盲文告诉另一名队员，而另一名队员要用面前的写字板解读。一旦解读正确就能获得下一条线索。（注：在其中一个线索里装有$20,000美金的支票，由打开装有支票线索的队伍交给盲人重建院）。

### 第5段（台灣）
- 台北（太平洋崇光百貨復興館－索尼店铺）AT1
- 平溪（十分－台灣煤礦博物館）
- 台北（天文科學教育館）

本次通行证要求队伍要前往一家纹身店并在自己的身上纹身，完成后就能获得通行证。本次路障要求一名队员要采矿车里面的煤堆里找到指定的纪念币，之后用该纪念币换取下一条线索。本次绕道要求选择“夾娃娃”或“挑水”。“夾娃娃”要求队伍要开车前往一座大楼并在大楼里找到娃娃机，然后在娃娃机里成功夹取三个娃娃就能获得下一条线索。“挑水”要求队伍要开车前往一座寺庙，然后在取水站将水舀到桶里，在抬着装满水的水桶到山顶的和尚那里，只要水达到标准线就能获得下一条线索。
附加任务
AT1:在太平洋崇光百貨索尼店铺，队伍要在众多的碟片里找到放映后屏幕上显示“正确!你们可以获取下一条线索。”（Correct! You may receive your next clue.）

### 第6段（台灣→香港）

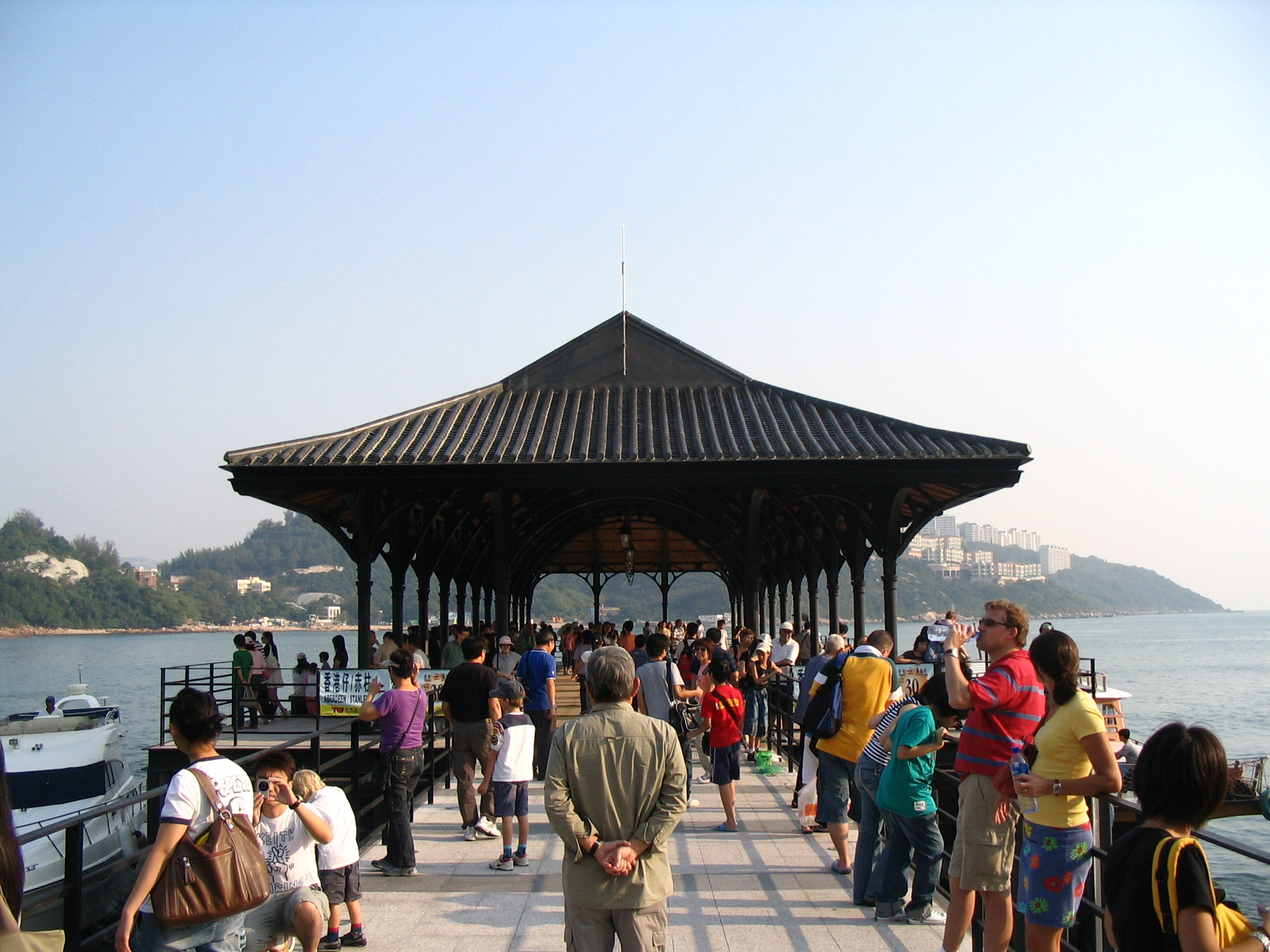
赤柱卜公碼頭

- 台北（台灣桃園國際機場）往  中國 香港（香港國際機場）
- 九龍（京士柏体育場）AT1
- 中環（道與卑利街交界）
- 中環（中環天星码头）到 尖沙咀（尖沙咀天星码头）
- 旺角（女人街）
- 赤柱（卜公碼頭）

本次绕道要求选择“殺魚”或“走運”。“殺魚”要求队伍要前往一家海鲜店，然后杀15条鱼完成后就能获得下一条线索，“走運”要求队伍要步行前往一条街并找到指定的桌子，然后要咬开众多幸运饼干,直到发现领取下一条线索的标签。本次路障要求一名队员要选择一款包，然后再熙熙攘攘的街道里找到背有同样包的女士就能获得下一条线索。
附加任务
AT1：在京士柏体育場，队伍要穿过防守他们的英式橄榄球的运动员才能获得下一条线索。

### 第7段（香港→澳門）
- 旺角（金魚市場）AT1

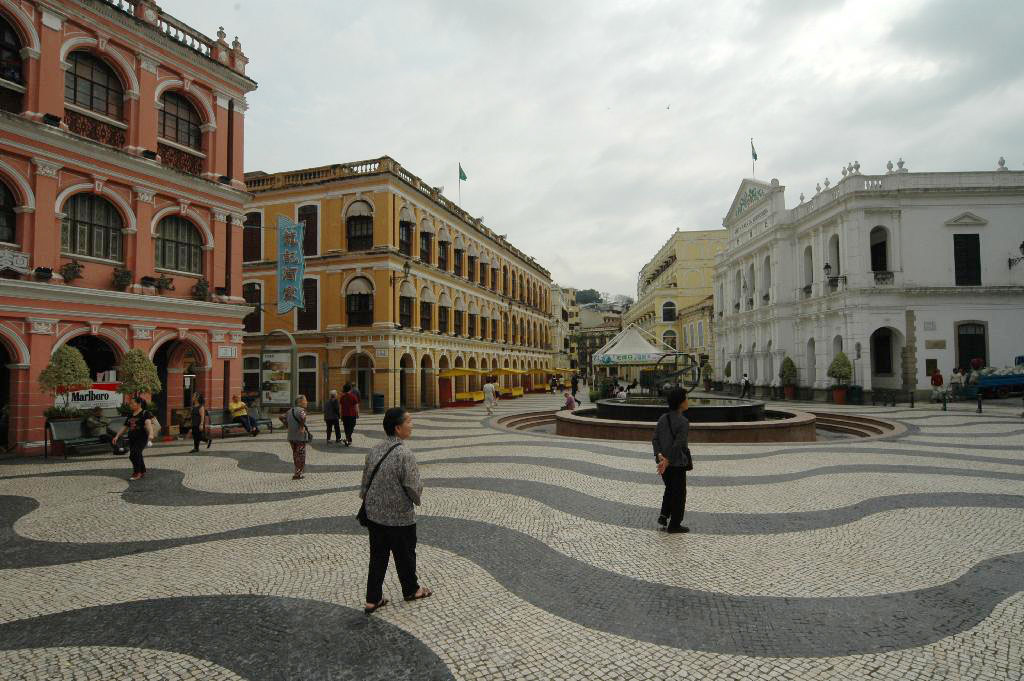
澳門議事亭前地

- 香港（港澳客运碼頭）到 中國 澳門（外港客运碼頭）
- 澳門（議事亭前地）
- 澳門（澳門旅遊塔）
- 澳門（西灣－龍舟碼頭）AT2
- 路環（媽祖文化村）AT3

本次路障要求一名队员要一名队员要沿着塔里的梯子前往塔顶从而获得下一条线索。本次绕道要求选择“跳舞”或“几率”
“跳舞”要求队伍要学一段舞狮并表演，得到满意后就能获得下一条线索。“几率”要求队伍要前往赌场，穿上晚礼服与庄家玩21点，赢下九局后才能获得下一条线索。
附加任务
AT1:到达金鱼市场后，每名队员要拿走两袋金鱼，并将其送到一家水族馆就能获得下一条线索。
AT2:在西灣的龙舟码头，队伍要划龙舟沿着浮标划完全程再划回码头就能获得下一条线索。
AT3:在前往中继站之前，队伍要将装饰有12生肖的灯笼按顺序排列。一旦排列正确，大门会打开队伍就可以前往中继站。

### 第8段（澳門→香港→印度）
- 澳門（大三巴牌坊）
- 澳門（澳門旅遊塔）
- 澳門（港澳客运码头）到 中国  香港（港澳客运碼頭）
- 香港（馬航貨運倉庫）AT1
- 香港（香港國際機場）往  印度科钦（科钦國際機場）
- 科钦（Neelam Kulangara Devi Temple）AT2
- Kumbalam（Elephant Wash Area in SPS Temple）AT3
- 科钦（Bolgatty Palace）

本次路障要求一名队员要在澳门旅游塔完成高空弹跳,回到地面后就能获得下一条线索.(第一支完成路障的队伍,就可以搭乘直升机前往香港).本次绕道有两个选择：“送魚”或“填充”。“送魚”要求队伍要前往中国渔网运送六条20公斤的鱼送到一家海鲜餐馆就能获得下一条线索.“填充”要求队伍要用印有颜色的米粉填充蓝果丽图案,得到满意后就能获得下一条线索.
附加任务
AT1:在馬航貨運倉庫,队伍要在众多箱子里找到写有自己队名的箱子,里面装的是来自家人的来信.读完里面的信就能获得下一条线索.
AT2:在Neelam Kulangara Devi Temple,队伍要接受僧侣的祈福之后就能获得下一条线索.
AT3:在Elephant Wash Area in SPS Temple,队伍要用干燥的椰子壳清洗大象,完成后就能获得下一条线索.

### 第9段（印度）
- 科钦（科钦國際機場）往 孟買 (贾特拉帕蒂·希瓦吉国际机场)
- 浦那（Jawaharlal Nehru Stadium）AT1
- 浦那（Shaniwar Wada）
- 浦那 (Sony World – Equity Tower)AT2
- 浦那（Desai Bahndhu Ambewale）
- 浦那（Gokhale Institute of Politics and Economics）

本路障要求一名队员要在众多带有头巾的人群里找到在头巾里有"正确"字样的头巾就能获得下一条线索.本次绕道要求选择“推車”或“榨汁”。“推車”要求队伍要前往一家陶艺店,在推车上放75个陶罐并推车前往一家商场的指定摊点,只要有70个未碎的陶罐送达就能获得下一条线索.“榨汁”要求队伍要前往一做市场,然后用榨汁机榨取40杯甘蔗汁并全部卖出,赚取200卢比就能获得下一条线索.
附加任务
AT1:在Jawaharlal Nehru Stadium.队伍要打出专业运动员投出的板球,将板球打到附近的红黄相间的木板上就能获得下一条线索.如果36次后队伍依然没有将球打到,就得接受十分钟的罚时.之后队伍要用诺基亚6210的导航系统指引嘟嘟车司机前往Shaniwar Wada.
AT2:在Sony World,队伍说服路人讲一个笑话并用摄像机录下,然后回到商店播放.如果裁判认为好笑就能获得下一条线索.

### 第10段（印度→阿曼）
- Karli（Bhaja Caves）
- Karli(Karli火車站) 到 浦那（浦那中央火車站）AT1
- 浦那（浦那國際機場）往  阿曼馬斯喀特（馬斯喀特國際機場）
- 馬斯喀特（Al Alam Palace）
- 尼茲瓦（Nizwa Fort）AT2
- 馬斯喀特（Muttrah Souq）
- Nizwa (Wadi Tanuf)

本次绕道要求选择“地毯”或“算數”。“地毯”要求队伍要步行前往一家地毯店,然后在众多地毯里找到两张与照相机里图案一样的就能获得下一条线索.“算數”要求队伍要步行前往一家商店,然后计算一麻袋干莱姆,只有给出的数字正确才能获得下一条线索.本路障要求一名队员要吊钢索到对岸领取线索再回来与队友会合.
附加任务
AT1:到达浦那中央火車站后,队伍要在火车站附近找到圣雄甘地的雕像并记下,然后再前往一家渣打银行,用在提款机输入甘地的出生年份.如果输入正确,下一条线索会打印出来.如果连续输入三次就得接受十分钟罚时.
AT2:在Nizwa Fort,队伍要在众多的线索箱里找到写有下一条线索的.

### 第11段（阿曼→泰國）
- 馬斯喀特（馬斯喀特總督辦公室）
- Al-Abyad（Said's Camel Farm）AT1
- 馬斯喀特（馬斯喀特國際機場）往  泰國普吉（普吉國際機場）
- 普吉（Sam Kong Temple）
- Siray Island（Thai Trade Food Ice Factory）AT2
- 普吉（Laem Hin Pier）AT3
- 普吉（Rang Yai Beach）

本路障要求一名队员要在沙漠里的指定区域用金属探测器探测埋在沙里的能打开线索箱的钥匙,打开线索箱后就能获得下一条线索.本次绕道要求选择“往上拉”或“往下跳”。“往上拉”要求队伍要划船前往珍珠养殖场,在众多牡蛎壳里找到带有比赛标记的,然后再划船回岸边用这个牡蛎壳换取下一条线索.“往下跳”要求队伍要潜入海底找到蚌,如果里面有珍珠,就可以游回岸边用珍珠换取子下一条线索.
附加任务
AT1:在Said's Camel Farm,队伍要将十头骆驼牵到围栏就能获得下一条线索.
AT2:在Thai Trade Food Ice Factory,队伍要在一桶冰里找到印有Amazing Race Asia的冰块,然后用这个冰块换取下一条线索.之后队伍要前往一座码头,乘船找海上找到一位渔夫就能获得下一条线索.
AT3:完成绕道后,队伍要在沙滩的指定区域挖出里面装有10万美金的宝箱,之后要扛着箱子前往终点.